# فلقورة كاسترية
فلقورة كاسترية (الاسم العلمي: Fulgora castresii) هي نوع من الحشرات يتبع جنس الفلقورة من الفصيلة الفلقورية.